# Georges Césari
Pour les articles homonymes, voir Cesari.
Georges Césari, né le 30 août 1928 à Marseille (Bouches-du-Rhône) et mort le 16 mars 2022 à Grasse,,, est un footballeur français.

## Biographie
Ce gaucher est révélé à Toulon où il est meilleur buteur du club en 1950-1951.
Il part ensuite à l'OGC Nice avec lequel il remporte le doublé Coupe-Championnat en 1952.
Il joue ensuite à l'AS Troyes Savinienne avec laquelle il participe à la montée en Division 1.

## Carrière de joueur
- 1950-1951 : SC Toulon (Division 2)
- 1951-1953 : OGC Nice (Division 1)
- 1953-1955 : AS Troyes Savinienne (Division 2 puis Division 1)
- 1955-1956 : RC Paris (Division 1)
- 1956-1958 : US Valenciennes Anzin (Division 1)[4]

## Palmarès
- Champion de France D1 1952 (avec l'OGC Nice)
- Vainqueur de la Coupe de France 1952 (avec l'OGC Nice)
- Vice-champion de France D2 1954 (avec l'AS Troyes Savinienne)

## Source
- Les Cahiers de l'Équipe 1957, page 129;  1958, page 117.